# Jamal Sampson
Pour les articles homonymes, voir Sampson.
Jamal Sampson, né le 15 mai 1983 à Inglewood, en Californie, est un joueur américain de basket-ball. Il évolue aux postes d'ailier fort et de pivot. Il est le cousin de l'ancien basketteur Ralph Sampson.